# The Jimi Hendrix Experience
The Jimi Hendrix Experience est un groupe anglo-américain de rock, célèbre pour ses jeux de guitare, ses chansons originales, le style et les performances extravagantes de son leader Jimi Hendrix sur des chansons comme Hey Joe, Purple Haze, Foxy Lady, Fire, Little Wing, Spanish Castle Magic, All Along the Watchtower ou Voodoo Child (Slight Return).
Le nom est réutilisé pour la formation de 1970, alors que Noel Redding est remplacé par Billy Cox. Les fans nomment cette formation Cry of Love, en référence à la tournée du groupe.

## Historique
Jimi Hendrix arrive en Angleterre le 24 septembre 1966 et, avec son nouveau manager, Chas Chandler, lance des auditions pour former un groupe d’accompagnement. Noel Redding est choisi à la basse, même s’il n’en a jamais joué avant (il est guitariste) ; Hendrix est admiratif de sa maîtrise des accords de blues, aime son look (en particulier sa coupe de cheveux) et sa façon d’être. Mitch Mitchell est un batteur aguerri de la scène londonienne (Georgie Fame and the Blue Flames) et apporte une touche jazzy au groupe. Il deviendra le meilleur partenaire de Hendrix. C’est le manager financier du groupe, Michael Jeffery, qui trouve le nom du groupe, dont on ne sait pas trop s’il s’agit d’un vrai nom ou simplement d'une étiquette pour encadrer le travail de Hendrix. La première apparition officielle de la formation sur scène a lieu à Évreux le 13 octobre 1966, en première partie de Johnny Hallyday au Novelty,.
Au départ, le groupe est conçu pour accompagner Hendrix, mais l’Experience devient vite plus que cela. Marchant dans les pas de Cream, ils sont l’un des premiers groupes à populariser la formation du power trio qui réduit un groupe du rock à une basse, une guitare et une batterie. Un tel format permet aux musiciens d’être plus extravertis. Dans le cas de l’Experience, Jimi Hendrix se charge à la fois de la guitare rythmique et de la guitare solo en ajoutant des effets larsen et en utilisant la pédale wah-wah comme jamais cela n’a été fait auparavant. Mitch Mitchell joue des rythmes assez durs, influencés par le jazz, qui servent à la fois de mélodie et de tempo. Noel Redding joue des lignes de basses structurées, parfois mélodieuses et constantes, une constance qui équilibre les deux forces que sont Hendrix et Mitchell. En ce qui concerne le visuel, ils entament la mode vestimentaire psychédélique. Mitch Mitchell, qui copie ses deux collègues, se coiffe à la Bob Dylan (1966) mais cela ne dure pas.
Le groupe devient célèbre aux États-Unis avec le Festival international de musique pop de Monterey, l’un des premiers grands festivals de rock. Le concert du groupe se termine avec la célèbre Fender Stratocaster de Jimi en feu. L’ensemble convainc peu l’audience, mais le bouche à oreille aide le groupe à se faire connaître. Les seules critiques positives sont celle du Berkeley Barb et celle du Down Beat. Le concert est enregistré pour le documentaire Monterey Pop qui passe au Lincoln Center le 26 décembre 1968 ; il n’est vu du grand public qu’en 1969. Après le festival, on leur demande de partir en tournée avec The Monkees pour faire leur première partie. Après à peine quelques représentations, ils quittent la tournée. Un coup de pub, d’après Chas Chandler.

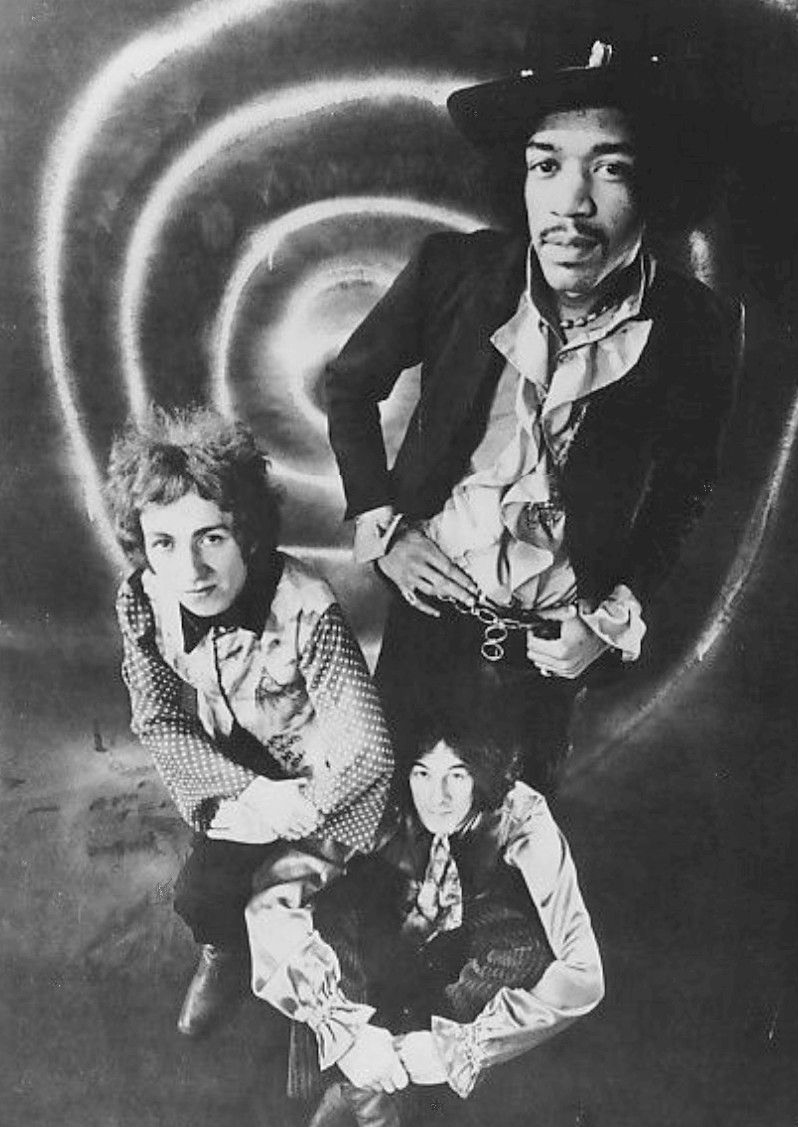
De haut en bas: Jimi Hendrix, Mitch Mitchell et Noel Redding en 1968.

En deux ans, Hendrix et son groupe enregistrent cinq grands succès, Hey Joe, Purple Haze, The Wind Cries Mary, Burning of the Midnight Lamp et All Along the Watchtower, et trois albums : Are You Experienced, Axis: Bold as Love et Electric Ladyland. En avril 1969, Hendrix décide de dissoudre le groupe, et demande à son ami Billy Cox de le rejoindre à New York pour travailler avec lui. Ses relations avec Redding sont tendues, et Hendrix pense que le power trio atteint ses limites. Hendrix se confronte également à la prise d'antidépresseurs et drogues psychédéliques. En ce temps, il a des périodes de sautes d'humeur, ce qui mène à des conflits au sein du groupe. L’Experience tient assez longtemps pour remplir ses engagements, jusqu’au concert du 29 juin au Denver Pop Festival lors duquel Hendrix annonce : « C’est le dernier concert que nous jouerons ensemble[réf. nécessaire]. »
Hendrix crée un groupe plus grand et très éphémère pour son concert au Festival de Woodstock en août 1969, les Gypsy Sun and Rainbows, mais revient au power trio avec Band of Gypsys regroupant Billy Cox et Buddy Miles, le batteur de Electric Flag réputé pour son brio et son style très funk, avec un son d'ensemble beaucoup plus "soul" avec lequel il donna les quatre célèbres concerts du 31 décembre 1969 / 1er janvier 1970 au Filmore East à New York publiés sous l'album du même nom. Cependant, le groupe est aussitôt dissous suite des désaccords apparents entre Jimi Hendrix et Buddy Miles, jugé trop envahissant. On dit aussi que c’était la volonté de Michael Jeffery (à présent seul manager de Jimi depuis la démission de Chas Chandler lors des enregistrements studio d'Electric Ladyland) de redonner vie pour des raisons commerciales à la formation initiale de l’Experience et d'arrêter toutes autres expérimentations musicales orientées vers ce qui donnera ensuite avec Miles Davis le jazz rock. Selon son assistante Trixie Sullivan, Jimi en fait faisait ce qu’il voulait et Jeffery s’occupait des finances. Michael Jeffery appelle donc directement Noël Redding et Mitch Mitchell pour savoir ce qu’ils en pensent. Les deux acceptent cette occasion de gagner de l’argent et la tournée peut permettre à Jimi de sortir de ses problèmes financiers, notamment dus à la construction de l’Electric Lady Studios. Hendrix est tout à fait d’accord pour retravailler avec Mitchell, mais ne désire pas vraiment revoir Redding dont il estime difficile de supporter les problèmes d'égo, ce dernier ayant eu du mal à s’adapter au perfectionnisme notoire du guitariste lors des sessions de Electric Ladyland.
En février 1970, tout semble arrangé. Jeffery organise même un entretien avec le magazine Rolling Stone pour annoncer la reformation du groupe. L’interview sort le 19 mars 1970 ; elle s’intitule « J.H.: The End of a Beginning Maybe » (elle est reprise dans Guitar Player cinq ans après la mort de Hendrix). Alors que tout semble être en bonne voie, Redding attend pendant des semaines les répétitions pour la prochaine tournée The Cry of Love. Il apprend par la petite amie de Mitchell qu’il a été remplacé par Billy Cox. Après dix mois d'arrêt, The Jimi Hendrix Experience entame sa tournée. Hendrix décède le 18 septembre 1970 à Londres. En quatre ans d’existence, de 1966 jusqu'en 1970, le groupe aura donné près de 500 concerts. L’Experience entre au Rock and Roll Hall of Fame en 1992.
En tournée aux États-Unis, Mitch Mitchell est retrouvé mort le 12 décembre 2008 dans sa chambre au Benson Hotel de Portland (Oregon).

## Membres
- Jimi Hendrix (†) - guitare, chant (occasionnellement basse, claviers, batterie, clavecin et flûte à bec) (1966–1970), mort le 18 septembre 1970
- Noel Redding (†) - basse, chant, occasionnellement basse 8 cordes et guitare rythmique (1966–1969), mort le 11 mai 2003
- Mitch Mitchell (†) - batterie, percussions, chant et glockenspiel (1966–1970), mort le 12 décembre 2008
- Billy Cox - basse (1970)

## Discographie
Avec Noel Redding
- Are You Experienced (Royaume-Uni : mai 1967, États-Unis : août 1967)
- Axis: Bold as Love (Royaume-Uni : décembre 1967, États-Unis : janvier 1968)
- Smash Hits (1968)
- Electric Ladyland (octobre 1968)
- BBC Sessions (1998)

Avec Billy Cox
- First Rays of the New Rising Sun (1997, enregistré principalement en 1970)
- Live at Berkeley (2003, album live)
- Live in Maui (2020, album live)
- Electric Lady Studios: A Jimi Hendrix Vision (2024, compilation) (Coffret 3CD : 40 titres enregistrés entre juin et août 1970 dont 38 versions alternatives inédites)